# Chaerephon jobimena
Chaerephon jobimena é uma espécie de morcego da família Molossidae. É endêmica de Madagascar.